# Ghiacciaio Kirk
Il ghiacciaio Kirk è un ghiacciaio situato sulla costa di Borchgrevink, nella regione nord-occidentale della Dipendenza di Ross, in Antartide. In particolare, il ghiacciaio, il cui punto più alto si trova a circa 2600 m s.l.m., ha origine nella parte meridionale del punto d'incontro tra la cresta Novasio e la cresta Fischer, e da qui scorre verso sud-est lungo il versante orientale della suddetta cresta Fischer fino a unire il proprio flusso a quello del ghiacciaio Ironside.

## Storia
Il ghiacciaio Kirk è stato mappato per la prima volta dallo United States Geological Survey grazie a fotografie scattate dalla marina militare statunitense (USN) durante ricognizioni aeree e terrestri effettuate nel periodo 1960-64, e così battezzato dal Comitato consultivo dei nomi antartici in onore di Edward Kirk, commissario della USN presso la stazione McMurdo nel 1967.